# Куприянов, Александр Иванович (журналист)
Алекса́ндр Ива́нович Куприя́нов (род. 31 июля 1951, Иннокентьевка, Николаевский район, Хабаровский край, РСФСР, СССР) — российский журналист, писатель (псевдоним Александр Купер), главный редактор газеты «Вечерняя Москва» (с 2011 г.). Заслуженный работник культуры Российской Федерации (2014).

## Биография
Родился в семье капитана-речника и учительницы начальных классов. Воспитанник школы-интерната № 5 в поселке Маго Николаевского района Хабаровского края.
В 1972 году окончил Хабаровский государственный педагогический университет по специальности учителя русского языка и литературы. В студенческие годы начал писать стихи, публиковался в литературных журналах. Внештатно сотрудничал с краевыми газетами «Тихоокеанская звезда» и «Молодой Дальневосточник».

### Карьера
В журналистику пришёл в том же 1972 году. Начинал свою профессиональную карьеру в качестве корреспондента молодежной радиостанции «Факел» телерадиокомитета Хабаровска. С 1974 по 1976 годы работал корреспондентом краевой газеты «Тихоокеанская звезда» в зоне строительства знаменитой Байкало-Амурской железнодорожной магистрали, вошедшей в историю СССР «как главная молодёжная стройка». С 1976 по 1979 был заместителем редактора краевой молодежной газеты «Молодой дальневосточник».
В 1981 году начал работать в «Комсомольской правде». Прошёл путь от должности корреспондента до поста ответственного секретаря газеты, члена редколлегии.
Начинал собственным корреспондентом «Комсомольской правды» по Дальнему Востоку. После перевода в Москву стал заведующим отделом «Комсомольской правды», затем первым заместителем главного редактора в еженедельнике «Собеседник», ответственным секретарем «Комсомольской правды». Какое-то время был собственным корреспондентом «Комсомольской правды» в Великобритании. Там сотрудничал с русской службой «Би-Би-Си», в частности с Севой Новгородцевым в передаче «Севаоборот». Передавал из Лондона репортажи для «Радио России». Стажировался в ряде английских и американских изданий. В эти же годы профессионально обучался медиа управлению в частных колледжах Лондона. Работая в «Комсомольской правде» и «Собеседнике», являлся специальным корреспондентом этих газет в горячих точках: Афганистане, Чехословакии (Прага) и Чечне. Как один из лучших по мнению редколлегии корреспондентов газеты был награждён Орденом «Знак Почета» в 1985 году.
С 1992 работал в «Российской газете» в качестве первого заместителя главного редактора газеты. В 1993 году был уволен из газеты по собственному желанию. С 1994 года — Главный редактор «Экспресс-газеты». Газета создавалась по инициативе бывшего Чрезвычайного и Полномочного Посла СССР в Великобритании — Леонида Митрофановича Замятина.
"Мало кто знает, но ещё более полувека назад Леонид Митрофанович Замятин, который долгие годы был завотделом международной информации ЦК партии и гендиректором ТАСС, а в последний период биографии — чрезвычайным и полномочным послом в Великобритании (ушёл из жизни в июне 2019 года в возрасте 97 лет — ред.) фактически и придумал «Экспресс-газету». Мы с ним часто общались ещё в Лондоне, когда я там работал собкором. А этот памятный эпизод датируется началом 1994 года — меня только что убрали из «Российской газеты» с должности первого зама главного редактора после известных событий октября 1993 года, как «пособника Хасбулатова». Так Замятин мне прямо тогда сказал: «Что ты сидишь без дела?.. Давай создавай „Экспресс-газету“» — Александр Куприянов.
Участие в запуске первого в России таблоида принимали главный редактор газеты «Комсомольская правда» В. Сунгоркин, собкор «Российской газеты» в Праге В. Снегирев. 
«Иногда „жёлтой прессе“ приписывали сексуальную тематику как неотъемлемый фактор её коммерческого успеха. На самом деле она всегда выступала больше приправой на дорогом столе с хорошей закуской и выпивкой, а не как основное „меню“. Главное — это коллизии: общественно-политические, экономические, криминальные. И выражены они в журналистских расследованиях. Поэтому неслучайно в первом российском таблоиде „Экспресс-газета“, который мы создавали вместе с Владимиром Николаевичем Сунгоркиным, было самое большое подразделение — отдел расследований.» - Александр Куприянов, из интервью журналу «Инвест- Форсайт».
В 1999 года стал шеф-редактором газеты «Известия». С 2003 года является главным редактором «Столичной вечерней газеты». С 2004 года — главный редактор «Родной газеты». С 2005 года является главой ООО «Издательский дом Куприянова». С 2010 года возглавляет радиостанцию «Комсомольская правда FM». Участвовал в открытии радиостанций в нескольких[каких?] городах России. Затем — советник главного редактора «Комсомольской правды». С 2011 года является главным редактором газеты «Вечерняя Москва».

## Творчество
Автор художественных книг, в том числе повести «Моя маленькая девочка», «Второй приход» и «Шаман», романа «Лягунда» (издательство «Вагриус», 2002 г.), «Ёкарный бабай» (АНО РИД «Новая газета», 2009 г.), «Ангел мой» (издательство «Время», 2011 г.), «Флейта крысолова» (издательство «Художественная литература», 2011 г.), Роман «Надея» (Издательство «Время», 2015 г.), «Таймери» (Издательство «Время», 2015 г.), «Не мой день» (ИД «Художественная литература», 2015 г.) «Жук золотой» (ООО "Издательство «Планета», 2016 г.), «Saudade» (ООО «Издательство „Планета“, 2018 г.), „Истопник“ (Издательство „АСТ“, 2019 г.), повесть „О! Как ты дерзок, Автандил“ (Издательство „Время“, 2021 г.), повесть „Гамбургский симпатяга. В поисках любви“ (Издательство „Вече“, 2023 г.), повесть „Божья коровка“ (Издательство „Вече“, 2024 г.).
Куприянов — член Союза журналистов Москвы, член Союза журналистов России, член Союза писателей России, член киноклуба „Клуб главных рекдаторов“, постоянный участник книжного фестиваля „Красная плозадь“ и Московской международной книжной ярмарки.
Некоторые[какие?] книги опубликованы под псевдонимом Александр Купер.
По роману „Надея“ сценаристом, лауреатом Государственной премии Российской Федерации, профессором ВГИКа З.А Кудрей написан сценарий художественного фильма „Надея“.

»— А правда, что вы считаете Виктора Астафьева своим крестным в литературе?
— В какой-то мере. Мы в конце 80-х путешествовали с группой чешских сплавщиков по Енисею и заехали к нему в Овсянку. Кстати, он сразу начал называть меня Шуркой — как звали меня когда-то дед и самые близкие. Мы много о чем беседовали, и Астафьев вдруг сказал мне: «Слушай, а ты ведь пишешь? Пришли посмотреть, что есть». У него весь стол был завален рукописями и гранками, но я все-таки набрался нахальства и послал повесть. И месяца через два получил рукопись свою с его правками и разбором. И по пьянке — кому рассказать, немыслимо! — я эту повесть умудрился потерять: мы с другом моим Юрой Лепским забыли ее в такси. На поиски ее были заряжены все окрестные бомжи, но и они не помогли. Потом написал повесть заново — это «Жук золотой», который изначально был назван «Золотым жуком», мой автобиографический роман."
Из интервью газете "Труд"

## Награды
- Орден Дружбы (10 сентября 2021 года) — за большой вклад в развитие средств массовой информации и многолетнюю плодотворную работу[1].
- Орден «Знак Почёта».
- Заслуженный работник культуры Российской Федерации (14 августа 2014 года) — за большие заслуги в развитии отечественной культуры и искусства, телерадиовещания, печати, связи и многолетнюю плодотворную деятельность[2].
- Медаль «За доблестный труд. В ознаменование 100-летия со дня рождения Владимира Ильича Ленина»(1971 г.)
- Медаль «За строительство Байкало-Амурской магистрали» (1980 г.)
- Почётная грамота Президента Российской Федерации (10 июля 2023 года) — за заслуги в развитии средств массовой информации и многолетнюю добросовестную работу[3]
- Почётная грамота Московской городской думы (19 декабря 2018 года) — за заслуги перед городским сообществом[4]
- Лауреат премии «Золотое перо России» в номинации «За верность профессии» (2017)[5]
- Лауреат премии «Медиа-менеджер России[6]» 2020 г.
- Лауреат премии в номинации «Проза» Союза писателей России.